# Fronteira Guatemala–Honduras
A fronteira entre Guatemala e Honduras é a linha que limita os territórios da Guatemala e das Honduras.
Estende-se segundo um eixo nordeste-sudoeste, partindo do golfo das Honduras, no mar das Caraíbas, junto à foz do rio Motagua, que serve de fronteira por alguns quilómetros.

## História
A fronteira foi criada depois que Guatemala e Honduras proclamaram sua independência em 1821. Foi confirmada pelos acordos de 1843, 1845, 1895, 1914, e o traçado atual da fronteira entrou em vigor  a partir de 1933.
A fronteira foi fixada em 1933 por um tribunal de arbitragem nos Estados Unidos depois que a Nicarágua e a Guatemala assinaram um tratado de arbitragem em 1930. Uma comissão de demarcação chefiada por Sidney H. Birdseye conduziu uma pesquisa de área e ergueu 1.028 marcos de fronteira entre 1933 e 1936. 